# Thoria
La lex Thoria o Thoria agraria va ser una antiga llei romana de les anomenades Agrariae proposada pel tribú de la plebs Espuri Tori Balb (Spurius Thorius Balbus) quan era cònsols Marc Aureli Escaure i Gai Mari l'any 107 aC.
No es coneix tota la llei, només uns fragments trobats en una tauleta de bronze parcialment destruïda, on també hi havia la llei Servilia agraria, però se sospita que eliminava la vectigàlia sobre els camps públics o pel contrari ordenava la seva conservació imposant una vectigàlia a repartir entre el poble. També parlava de les pastures.
Carolus Sigonius va copiar minuciosament dos fragments d'aquesta llei que va publicar a l'obra De Antiquo Jure Populi Romani Libri Undecimi, Venècia, 1560. En el període entre el 111 aC i el 90 aC es van introduir cinc lleis agràries (Boria, Thoria, Martia agraria, Apuleia agraria i Titia agraria).